# Launch Escape System

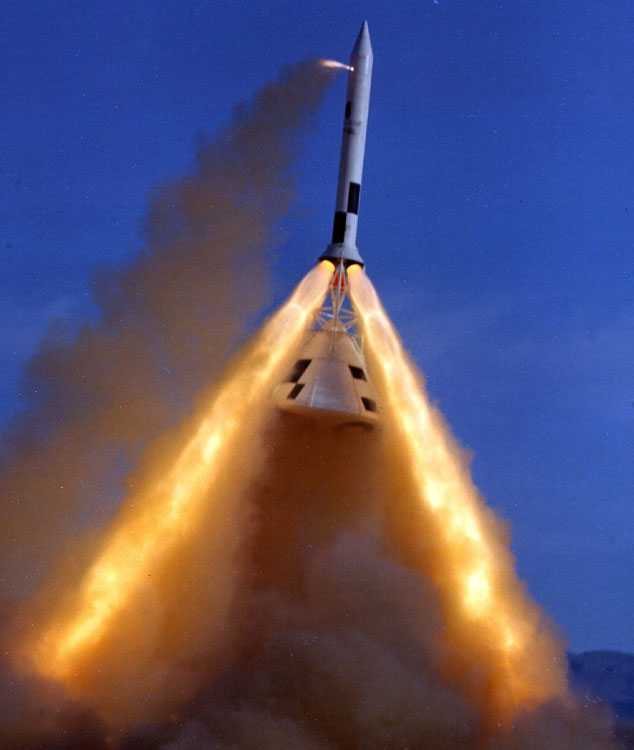
Immagine del collaudo del LES per l'Apollo

Il sistema di abbandono del lancio (in inglese launch escape system, LES, o launch abort system, LAS) è un sistema destinato a salvare l'equipaggio di una capsula spaziale montata su un razzo vettore, in caso di fallimento del lancio.
Storicamente è stato realizzato sia con un razzo di salvataggio posto in cima alla capsula, che a mezzo di sedili eiettabili di tipo aeronautico.
La soluzione adottata negli Shuttle statunitensi (portellone di emergenza), può essere considerata una soluzione "di facciata" priva di qualsiasi utilità nella delicata fase del lancio.

## Scopo e funzionamento
Lo scopo del sistema è quello di separare, in caso di emergenza, la capsula spaziale dal razzo vettore e di lanciarla ad una distanza ed altezza sufficienti a garantire l'incolumità dell'equipaggio e la corretta apertura dei paracadute. Ad esempio, nel progetto Mercury, il LES consisteva in un missile a carburante solido da 23400 kg di spinta, montato su una torre posta al di sopra del veicolo spaziale. In caso di interruzione del lancio a causa di situazioni di grave pericolo (incendio sulla rampa), il LES si sarebbe attivato automaticamente per un secondo, allontanando il modulo Mercury dal veicolo di lancio difettoso. Il modulo sarebbe poi sceso con il suo sistema di recupero con paracadute. Poiché il LES era montato in cima alle capsule, dopo l'interruzione dell'iniettore del motore (BECO), esso non era più utile e veniva separato dal veicolo, mediante l'utilizzo di un ulteriore missile a carburante solido (per il Mercury questo era di 360 kg) che si attivava per 1,5 secondi onde evitare che colpisse la capsula stessa. 

## Storia
Nella storia, il LES venne usato per il programma Mercury ed il programma Apollo. A tutt'oggi invece viene usato per il programma spaziale russo Sojuz. Fino ad oggi l'unica situazione di emergenza nella quale il LES dovette essere usato fu il 26 settembre 1983 durante il tentativo di lancio della missione Sojuz T-10-1 quando il razzo vettore prese fuoco poco prima dell'inizio della missione e anche nella Soyuz MS-10 dopo un malfunzionamento nei booster. Il LES funzionò alla perfezione e fu in grado di salvare la capsula e l'equipaggio, staccandosi dal razzo vettore solo pochi secondi prima che lo stesso esplodesse.
Per il programma spaziale russo Vostok e per quello americano Gemini, entrambi i veicoli spaziali furono dotati di appositi sedili in grado di catapultare l'equipaggio fuori dall'abitacolo della capsula, atterrando con un apposito paracadute. Anche per gli Shuttle europei del tipo Hermes, nonché per quelli russi del tipo Buran, fu previsto di equipaggiare gli stessi con i sedili eiettabili, se fossero effettivamente volati nello spazio con un equipaggio, fatto mai avvenuto. Come dimostrato dal Sojuz T-10-1, un LES deve essere in grado di portare una capsula spaziale dalla rampa di lancio ad un'altezza sufficiente per garantire che gli appositi paracadute si possano aprire correttamente. Di conseguenza deve essere dotato di un potente e pesante missile a carburante solido; gli ingegneri progettisti di capsule spaziali preferirono pertanto adottare i sedili eiettabili, perché molto più leggeri e utilizzabili, in determinante circostanze, anche durante le fasi di rientro in atmosfera e di atterraggio. Il LES formato dal missile a carburante solido non dava questa possibilità.

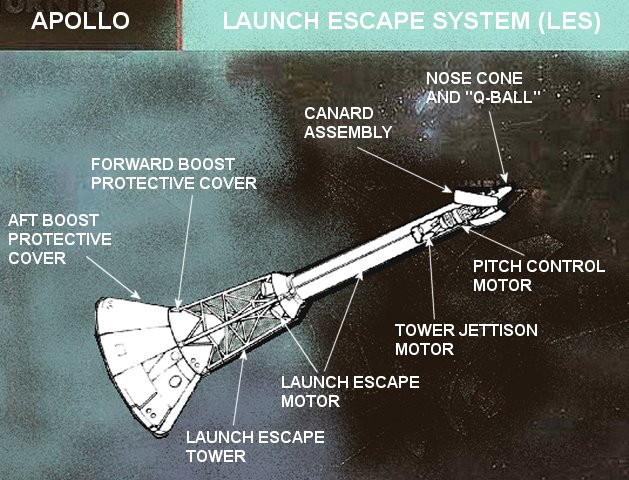
descrizione del LES per il programma Apollo.

Anche lo Space Shuttle americano fu inizialmente dotato di sedili eiettabili, che vennero rimossi in seguito ai voli di collaudo che avevano dimostrato l'affidabilità del veicolo spaziale. Solo dopo la catastrofe dello Shuttle Challenger (STS-51-L), tutti i veicoli spaziali rimasti vennero dotati di un dispositivo in grado di consentire all'equipaggio un'eventuale evacuazione dal portello laterale di accesso, anche se questo sistema poteva essere usato esclusivamente quando lo Shuttle si trovava in assetto controllato, visto che gli astronauti avevano bisogno di tempo per lasciare i loro posti e raggiungere il portello per saltare.